# شیگا کوگن

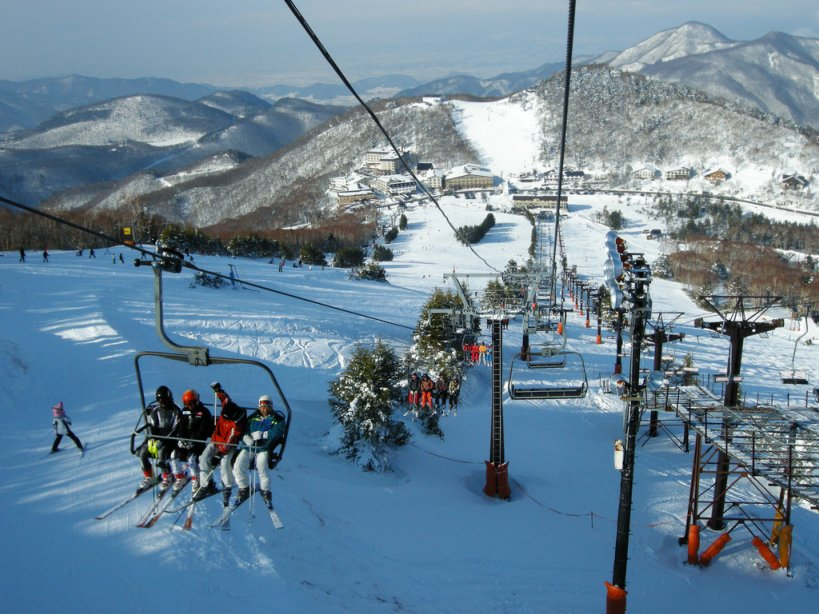
شیگا کوگن در دسامبر ۲۰۰۸

شیگا کوگن(به ژاپنی: [] Error: {{Lang}}: فاقد متن (راهنما)، 志賀高原) یا نواحی مرتفع شیگا یک پیست اسکی واقع در ژاپن است که در یامانوچی، ناگانو واقع است.
پیست اسکی با داشتن ۴٫۲۵ کیلومتر مربع (۱٫۶۴ مایل مربع), به عنوان یکی از بزرگترین پیست‌های اسکی ژاپن و جهان محسوب می‌شود. و در واقع تشکیل از پیست‌های اسکی کوچکی است که از طریق ۷۱ بالابر اسکی بهم متصل شده‌اند. از این پیست اسکی برای بازی‌های المپیک زمستانی ۱۹۹۸ در ناگانوی ژاپن استفاده شد. در این ناحیه ۱۰۰ هتل وجود دارد که به سبک‌های مختلف غربی و ژاپنی هستند.

## نگارخانه

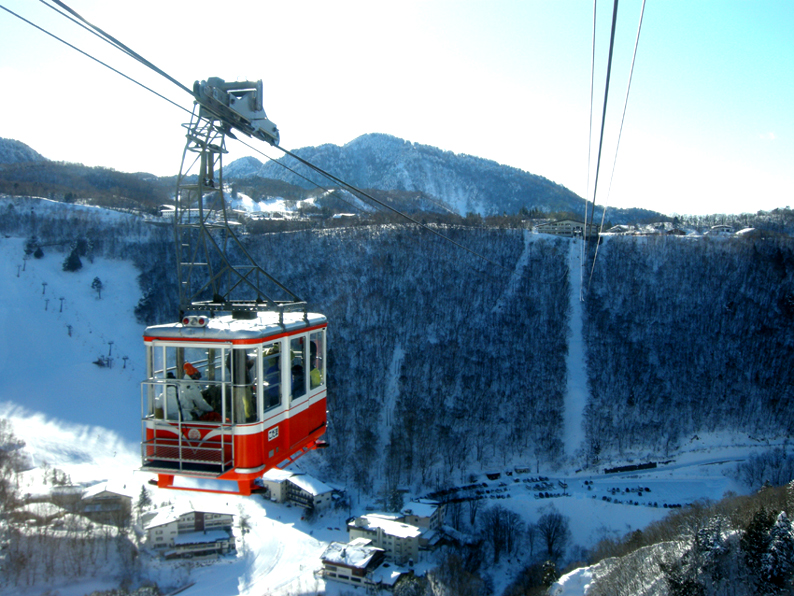
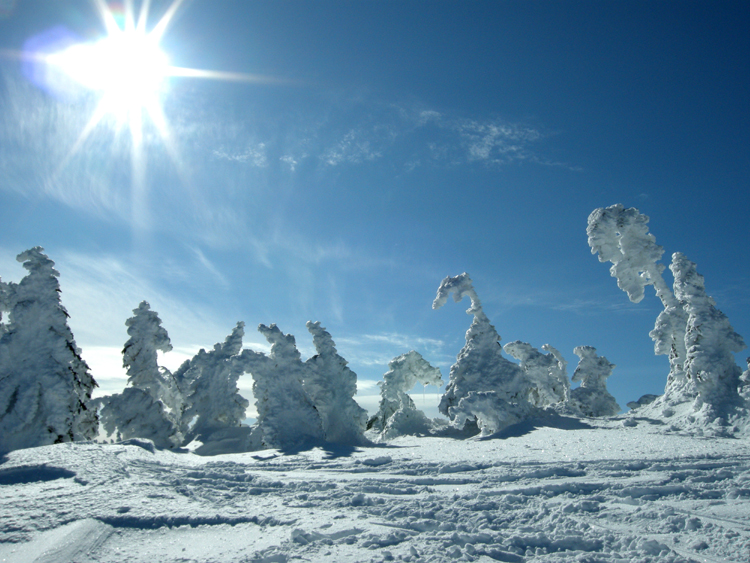